# مسجد الشوربجي (القدس)
مسجد الشوربجي يقع قرب باب العامود، وتحديداً عند مفترق طريق خان الزيت وطريق الواد، ويقوم على يمين المتج من باب العامود إلى المسجد الأقصى من طريق الواد. ينسب إلى الحاج عبد الكريم بن الحاج مصطفى الشوربجي الذي وقفه في عام 1097هـ الموافق 1685م.
وتفيد حجة الوقف أن الواقف وقفه وعين له موظفين يقومون على خدمته مثل السقاء والمسبلاتي والفراش. يتألف من غرفة تعلو حوضاً لجمع المياه وطاسات نحاسية. وتتناول بعض الحجج الشرعية جوانب تتعلق بهذا السبيل قبل التغير الذي طرأ على وظيفته، فهو الآن مسجد يرتاده المصلون من أصحاب المحلات المجاورة والمارة والزوار. ويبدو أنه أصبح مسجداً مع منتصف القرن العشرين. وهو صغير المساحة، شكله أشبه بالمربع، يدخل إليه عبر مدخل صغير في واجهته الشرقية، ويغطية قبة صغيرة، وله محراب في منتصف واجهته الجنوبية عبارة عن حنية مجوفة ومغطاة بالبلاط الصيني الحديث.